# World Team Challenge 2011

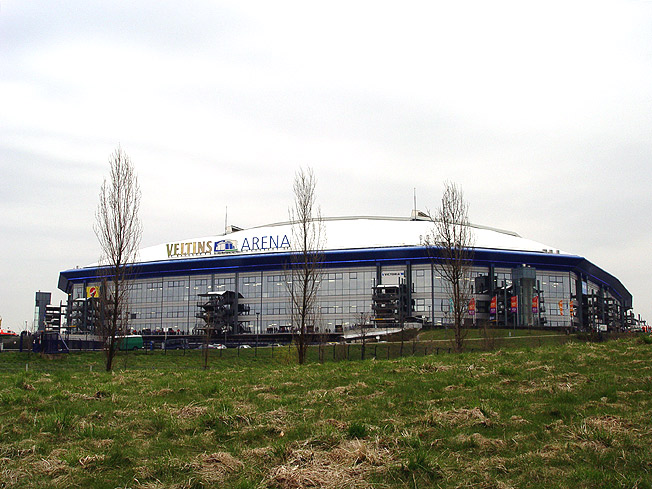
Arena zawodów

World Team Challenge to pokazowe zawody biathlonowe które zostały rozegrane 29 grudnia 2011 roku na stadionie Veltins-Arena w Gelsenkirchen.
Zawody złożone były z dwóch konkurencji: biegu masowego i biegu pościgowego.
Zwycięzcami zostali:  Kaisa Mäkäräinen i  Carl Johan Bergman.

## Zaproszone pary
| Zawodniczka          | Zawodnik           |
| -------------------- | ------------------ |
| Helena Ekholm        | Björn Ferry        |
| Wałentyna Semerenko  | Serhij Sedniew     |
| Franziska Hildebrand | Andreas Birnbacher |
| Jana Romanowa        | Andriej Makowiejew |
| Kaisa Mäkäräinen     | Carl Johan Bergman |
| Selina Gasparin      | Benjamin Weger     |
| Iris Schwabl         | Christoph Sumann   |
| Marie-Laure Brunet   | Vincent Jay        |
| Andrea Henkel        | Michael Greis      |
| Michela Ponza        | Lukas Hofer        |

## Wyniki

### Bieg masowy
| Pozycja | Zawodnik                                | Karne rundy | Strata  |
| ------- | --------------------------------------- | ----------- | ------- |
| 1.      | Helena Ekholm Björn Ferry               |             | 33:05.6 |
| 2.      | Marie-Laure Brunet Vincent Jay          |             | +11.1   |
| 3.      | Kaisa Mäkäräinen Carl Johan Bergman     |             | +13.7   |
| 4.      | Wałentyna Semerenko Serhij Sedniew      |             | +24.3   |
| 5.      | Iris Schwabl Christoph Sumann           |             | +26.7   |
| 6.      | Michela Ponza Lukas Hofer               |             | +27.6   |
| 7.      | Franziska Hildebrand Andreas Birnbacher |             | +40.0   |
| 8.      | Andrea Henkel Michael Greis             |             | +53.6   |
| 9.      | Jana Romanowa Andriej Makowiejew        |             | +1:51.5 |
| 10.     | Selina Gasparin Benjamin Weger          |             | +2:20.0 |

### Bieg pościgowy
| Pozycja | Zawodnik                                | Karne rundy | Strata  |
| ------- | --------------------------------------- | ----------- | ------- |
| 1.      | Kaisa Mäkäräinen Carl Johan Bergman     | 5           | 32:28.0 |
| 2.      | Wałentyna Semerenko Serhij Sedniew      | 3           | +4.0    |
| 3.      | Helena Ekholm Björn Ferry               | 4           | +6.4    |
| 4.      | Michela Ponza Lukas Hofer               | 5           | +49.5   |
| 5.      | Marie-Laure Brunet Vincent Jay          | 9           | +1:02.9 |
| 6.      | Andrea Henkel Michael Greis             | 5           | +1:15.6 |
| 7.      | Franziska Hildebrand Andreas Birnbacher | 5           | +1:32.5 |
| 8.      | Iris Schwabl Christoph Sumann           | 7           | +2:06.9 |
| 9.      | Selina Gasparin Benjamin Weger          | 9           | +2:55.9 |
| 10.     | Jana Romanowa Andriej Makowiejew        | 11          | +3:04.1 |